# شهرستان لوشان (سیچوآن)
شهرستان لوشان (به انگلیسی: Lushan County) یک شهرستان در چین است که در یاان واقع شده‌است. شهرستان لوشان ۱٬۳۶۴ کیلومتر مربع مساحت و ۱۰۹٬۰۲۹ نفر جمعیت دارد.